# Trouballs
Trouballs — видеоигра в жанре головоломка, выпущенная эксклюзивно для портативной приставки Game Boy Color 2 октября 2001 года только на территории Северной Америки. Разработкой головоломки занималась студия Paragon 5, а издателем выступила компания Capcom.
Целью игры является очищение колодца от разноцветных шаров, для чего игрок должен их передвигать по часовой или против часовой стрелки, чтобы шары образовали прямоугольник, после чего они исчезают. Всего в игре более ста уровней, каждый из которых требует уникальную тактику для очищения колодца.
Игровая пресса неоднозначно отозвалась о Trouballs. К достоинствам игры обозреватели отнесли интересную идею и увлекательные головоломки. В то же время, основными объектами критики стали качество графики и звука, а также ограниченное время на прохождение уровней.

## Игровой процесс

Второй уровень. Цель игры — очищение колодца от разноцветных шаров. На скриншоте один поворот по часовой стрелке (активная шестерёнка подсвечена зелёным цветом) приведёт к синему квадрату 2х2, но после этого оставшиеся два синих шара уничтожить будет невозможно

Trouballs представляет собой игру-головоломку, выполненную в двухмерной графике.
Целью игры является опустошение колодца от всех присутствующих в нём разноцветных шаров. Для этого необходимо с помощью шестерёнок перемещать в одну из четырёх позиций по часовой или против часовой стрелки шары так, чтобы они сформировали одноцветный 2x2 квадрат или их совокупность (на илл.), после чего эти шары исчезают, а на их место падают шары, находившиеся выше. Всего в игре более ста уровней, каждый из которых требует свою тактику для очищения колодца или же имеет свои особенности, к примеру очищение колодца от постоянно падающих шаров в течение определённого времени. С каждым разом уровни становятся сложнее, например, на более поздних уровнях поворот одной шестерёнки может привести к вращению другой. Время для очищения колодца ограничено, и если оно истечёт, то теряется жизнь. Также жизнь теряется в том случае, если игрок начинает уровень заново. В зависимости от времени, за которое был завершён уровень, начисляется определённое количество очков. После каждого пройденного уровня выдаётся пароль для пропуска уже завершённых уровней. Помимо этого, в игре также есть режим практики для изучения основ геймплея; в любой момент из него можно выйти в меню.

## Разработка и выход игры
Trouballs была анонсирована 2 февраля 2001 года. Разработчиком игры выступила студия Paragon 5, а издателем — компания Capcom. Trouballs схожа с другими представителями жанра, однако имеет свои особенности, такие как более ста уровней, пять музыкальных композиций и ограничение времени на прохождение уровня. По словам представителей Capcom, благодаря этим уникальным функциям, головоломка бросает вызов игрокам, требуя заработать максимально возможное количество очков за наиболее короткое время.
Во время анонса изначальной датой выхода был назван апрель 2001 года, однако в итоге выпуск состоялся только 2 октября в Северной Америке.

## Оценки и мнения
| Иноязычные издания | Иноязычные издания |
| Издание            | Оценка             |
| ------------------ | ------------------ |
| AllGame            | [ 4 ]              |
| IGN                | 7/10               |

Обозреватель сайта IGN, Крейг Харрис, поставил Trouballs 7 баллов из 10 возможных, и отметил, что хотя игра и схожа с другими представителями жанра, она остаётся интересной и оригинальной головоломкой, однако обратил внимание на такие недочёты, как скачущую сложность и стирание времени таймера после окончания уровня. В итоге Харрис назвал Trouballs «достойным проектом с множеством различных головоломок».
Скайлер Миллер, рецензент сайта AllGame, оценил Trouballs в 2,5 звезды из 5. К достоинствам была отнесена интересная идея и высокая сложность, которая предлагает игрокам много времени на прохождение. Тем не менее, критике подверглись слабая анимация, чрезвычайно плохая музыка, почти отсутствующие звуковые эффекты, а также наличие таймера и жизней, которые «разрушают» всю идею. В конце обзора Миллер заявил: «Как всегда, любая попытка инноваций в общем статическом жанре заслуживает похвалы, но результат здесь не может быть рекомендован».